# Гумерово (Бураевский район)
Гумерово (баш. Ғүмәр) — деревня в Бураевском районе Республики Башкортостан Российской Федерации. Входит в состав Азяковского сельсовета. 

## География

### Географическое положение
Расстояние до:
- районного центра (Бураево): 20 км,
- центра сельсовета (Азяково): 13 км,
- ближайшей ж/д станции (Янаул): 88 км.

## Население
| 2002 | 2009 | 2010 |
| ---- | ---- | ---- |
| 39   | ↘27  | →27  |

Согласно переписи 2002 года, преобладающая национальность — башкиры (79 %).